# Camille Gharbi
Pour les articles homonymes, voir Gharbi.
Camille Gharbi, née en 1984, est une photographe française. Elle traite des questions sociétales, violences faites aux femmes, masculinités.

## Biographie
Camille Gharbi est architecte de formation. Elle travaille en agence, puis se tourne vers la photographie qui devient un moyen d'expression. Au départ, elle photographie les bâtiments, puis rapidement, elle investit la sphère sociale.
Elle réalise sa première série photographique sur la jungle de Calais.
Dans sa série Preuve d’amour, réalisé en 2018, elle traite de la question des féminicides en France. Pour cela, elle recense 253 meurtres de femmes, pour 2016 et 2017. Sa série présente des objets très souvent du quotidien qui sont en lien avec ces meurtres. Elle affiche le prénom, la date, le lieu. Le contraste entre la simplicité des objets, l'esthétique soignée de la photo et ce que cela raconte provoque de l'empathie, une émotion, un choc. En 2019, elle réalise une deuxième série, elle photographie des hommes auteurs de violences.
Pour sa série Intimes convictions, elle aborde la question de la soumission chimique dans la culture du viol.

## Séries photographiques
- Lieux de vie, 2016-2017
- Preuve d'amour, premier volet, 2018[5]
- Preuves d’amours, deuxième volet, 2019
- Ce qui reste, ceux qui restent,
- Intimes convictions, 2024

## Publications
- Faire face : histoires de violences conjugales, Paris, The Eyes, 2022 (ISBN 979-10-92727-49-4)

## Prix et distinctions
- FIDAL Youth Photography Awards, Acts of love, 2018[6]
- Visa d'or pour l'information numérique, 2020[7]
- Mention honorable, International Photography Awards, 2023[8]